# Plusia splendida
Plusia splendida är en fjärilsart som beskrevs av Rudolf Rangnow 1935. Plusia splendida ingår i släktet Plusia och familjen nattflyn. Inga underarter finns listade i Catalogue of Life.